# Junaska
Junaska zastarale též Junaška (anglicky Yunaska Island, rusky Юнаска, aleutsky Yunax̂sxa) je největší z Ostrovů čtyř hor v Aleutském souostroví. Administrativně patří tento neobydlený ostrov americkému státu Aljaška.

## Geografie
Junaska leží v západní části Ostrovů čtyř hor. Západně od ní leží Čagulak a Amukta, ostatní ostrovy leží východně od Junasky. Rozloha ostrova je 173,099 km². Dosahuje délky 23 km a šířky 5,5 km. Na Junasce jsou dvě sopky, které jsou odděleny údolím. Západní sopka dosahuje výšky 950 m a není známo datum její poslední erupce. Východní sopka dosahuje výšky 500 m a naposledy vybuchla v roce 1937.
Podnebí na ostrově je chladné přímořské, často zde jsou mlhy a srážky.

## Historie
Ostrov byl prozkoumán a zmapován kolem roku 1790 ruským poručíkem Saričevem, který ho na mapu zanesl pod jménem Junaska. V roce 1867 Rusko prodalo Spojeným státům Aljašku včetně Junasky, která přešla pod americkou svrchovanost.